# Disertación acerca del arte combinatorio
La Disertación acerca del arte combinatorio (en latín: Dissertatio de arte combinatoria) es una obra temprana de Gottfried Leibniz publicada en 1666 en Leipzig. Se trata de una versión extendida de su primera tesis doctoral, escrita antes de que el autor hubiera emprendido seriamente el estudio de las matemáticas.
El folleto fue reeditado sin el consentimiento de Leibniz en 1690, lo que lo llevó a publicar un breve aviso explicativo en el Acta Eruditorum. Durante los años siguientes, expresó reiteradamente su pesar por su circulación, ya que la consideraba una obra inmadura. Sin embargo, fue un trabajo muy original y proporcionó al autor el primer atisbo de fama entre los eruditos de su tiempo.

## Contenido
La idea principal detrás del texto es la de un alfabeto del pensamiento humano, que se atribuye a Descartes. Todos los conceptos no son más que combinaciones de un número relativamente pequeño de conceptos simples, así como las palabras son combinaciones de letras. Todas las verdades pueden expresarse como combinaciones apropiadas de conceptos, que a su vez pueden descomponerse en ideas simples, haciendo que el análisis sea mucho más fácil. Por lo tanto, este alfabeto proporcionaría una lógica de invención, opuesta a la demostración que se conocía hasta ahora. Dado que todas las oraciones se componen de un sujeto y un predicado, uno podría:
- encontrar todos los predicados que son apropiados para un sujeto dado, o
- encontrar todos los sujetos que son convenientes para un predicado dado.

Para esto, Leibniz se inspiró en el Ars magna de Ramon Llull, aunque criticó a este autor por la arbitrariedad de sus categorías y su indización.
Leibniz trata en este trabajo algunos conceptos combinatorios. Había leído los comentarios de Clavius al De sphaera mundi de Sacrobosco y algunas otras obras contemporáneas. Introdujo el término «variationes ordinis» para las permutaciones, «combinationes» para las combinaciones de dos elementos, «con3nationes» (abreviatura de conternationes) para las de tres elementos, etc. Su término general para las combinaciones era «complexiones». Encontró la fórmula (que pensó que era original):
{\displaystyle {n \choose r}={n-1 \choose r}+{n-1 \choose r-1}}
Los primeros ejemplos de uso de su ars combinatoria provienen del derecho, el registro musical de un órgano y la teoría aristotélica de generación de elementos a partir de las cuatro cualidades principales. Pero las aplicaciones filosóficas son las más importantes. Leibniz cita la idea de Thomas Hobbes de que todo razonamiento es solo un cálculo.
El ejemplo más detallado se toma de la geometría, de donde daremos algunas definiciones.
Presenta los conceptos de Clase I, que son primitivos:
Clase I
1 punto, 2 espacios, 3 incluidos, [...] 9 partes, 10 en total, [...] 14 números, 15 varios [...]
La clase II contiene combinaciones simples:
Clase II.1
Cantidad es 14 των 9
Donde των significa «del» (del en griego antiguo: τῶν). Por lo tanto, «Cantidad» es el número de las partes.
La clase III contiene las con3nationes:
Clase III.1Intervalo es 2.3.10
Por lo tanto, «intervalo» es el espacio incluido en total. Por supuesto, los conceptos que se derivan de las clases anteriores también pueden definirse.
Clase IV.1
Línea es 1/3 των 2
Donde 1/3 significa el primer concepto de clase III. Por lo tanto, una «línea» es el intervalo de (entre) puntos.
Leibniz compara su sistema con los idiomas chino y egipcio, aunque en realidad no los entendía en este momento. Para él, este es un primer paso hacia la Characteristica universalis, el lenguaje perfecto que proporcionaría una representación directa de las ideas junto con un cálculo para el razonamiento filosófico.
Como prefacio, la obra comienza con una prueba de la existencia de Dios, planteada en forma geométrica y basada en el argumento cosmológico.
Se conoce una traducción directa del latín publicada por la Universidad Católica de Chile en 1991. Su traductor fue Manuel Antonio Correia y lleva como título Disertación acerca del Arte Combinatorio.